# Castalius holiteia
Castalius holiteia är en fjärilsart som beskrevs av Hans Fruhstorfer. Castalius holiteia ingår i släktet Castalius och familjen juvelvingar. Inga underarter finns listade i Catalogue of Life.